# Luis Lemus (Poolbillardspieler)
Luis Lemus (* 24. Juli 1987) ist ein guatemaltekischer Poolbillardspieler.

## Karriere
Bei der Panamerikameisterschaft 2011 gewann Luis Lemus die Bronzemedaille im 9-Ball. Im Juni 2012 nahm er an der 9-Ball-Weltmeisterschaft teil und schied dort in der Vorrunde aus. Bei den World Games 2013 schied Lemus im Achtelfinale des Snooker-Wettbewerbs gegen den späteren Goldmedaillengewinner Aditya Mehta mit 0:3 aus. Bei der Panamerikameisterschaft 2014 gelang Lemus im 9-Ball der Einzug ins Finale, in dem er dem Peruaner Christopher Tevez unterlag.